# Filmmaker (magazine)
 (août 2024).
La mise en forme du texte ne suit pas les recommandations de Wikipédia : il faut le « wikifier ».
Les points d'amélioration suivants sont les cas les plus fréquents. Le détail des points à revoir est peut-être précisé sur la page de discussion.
- Les titres sont pré-formatés par le logiciel. Ils ne sont ni en capitales, ni en gras.
- Le texte ne doit pas être écrit en capitales (les noms de famille non plus), ni en gras, ni en italique, ni en « petit »…
- Le gras n'est utilisé que pour surligner le titre de l'article dans l'introduction, une seule fois.
- L'italique est rarement utilisé : mots en langue étrangère, titres d'œuvres, noms de bateaux, etc.
- Les citations ne sont pas en italique mais en corps de texte normal. Elles sont entourées par des guillemets français : « et ».
- Les listes à puces sont à éviter, des paragraphes rédigés étant largement préférés. Les tableaux sont à réserver à la présentation de données structurées (résultats, etc.).
- Les appels de note de bas de page (petits chiffres en exposant, introduits par l'outil «  Source ») sont à placer entre la fin de phrase et le point final[comme ça].
- Les liens internes (vers d'autres articles de Wikipédia) sont à choisir avec parcimonie. Créez des liens vers des articles approfondissant le sujet. Les termes génériques sans rapport avec le sujet sont à éviter, ainsi que les répétitions de liens vers un même terme.
- Les liens externes sont à placer uniquement dans une section « Liens externes », à la fin de l'article. Ces liens sont à choisir avec parcimonie suivant les règles définies. Si un lien sert de source à l'article, son insertion dans le texte est à faire par les notes de bas de page.
- La présentation des références doit suivre les conventions bibliographiques. Il est recommandé d'utiliser les modèles {{Ouvrage}}, {{Chapitre}}, {{Article}}, {{Lien web}} et/ou {{Bibliographie}}. Le mode d'édition visuel peut mettre en forme automatiquement les références.
- Insérer une infobox (cadre d'informations à droite) n'est pas obligatoire pour parachever la mise en page.

Pour une aide détaillée, merci de consulter Aide:Wikification.
Si vous pensez que ces points ont été résolus, vous pouvez retirer ce bandeau et améliorer la mise en forme d'un autre article.
Filmmaker Magazine est un magazine sur le cinéma créé en 1992 et publié par la compagnie IFP (Independent Feature Project). Il est spécialisé dans le cinéma indépendant.
Ce magazine, référence en matière de films indépendants, publie chaque année, la liste des « 25 nouveaux visages du cinéma indépendant américain ».

## Liste des personnalités sélectionnées

### 1998
- Lance Acord
- Peter Sarsgaard
- Jamie Babbit
- David Birdsell
- Darren Stein
- Hilary Brougher
- P. David Ebersole
- Christina Ray Eichman
- Matthew Irving
- Mary Kuryla
- Craig Marsden
- Sanjay Mishra
- David Munro
- Pop Will Eat Itself
- Benita Raphan
- Tami Reiker
- Greg Sax
- Shudder to Think
- Elizabeth Schub
- Cauleen Smith
- Amy Talkington
- Amy Vincent
- Lisa Wiegand
- Yvonne Welbon
- Jessica Yu

### 1999
- Janet McTeer
- Matthew Libatique
- Eva Ilona Brzeski
- James Chinlund
- Nisha Ganatra
- Theodore Shapiro
- Tom Krueger
- Lindsay Jewett
- Erik Loyer
- Jim Tobias
- Tom E. Brown
- Patrick Stettner
- Karyn Kusama
- Angela Robinson
- Shari Roman et Sophia Fiennes
- David Kaplan
- Joel Hopkins
- Kurt Kuenne
- Heidi Van Lier
- Jennifer Gentile
- Hilary Swank
- Wash Westmoreland
- Tom Hodges
- Jonathan Weiss

### 2000
- Tim Orr
- Alex Rivera
- Tatia Rosenthal
- Michael Pitt
- Fran Krause
- Kenya T. Tiller
- Gary Hawkins
- Isaac Webb
- Greg Pritikin
- Peter Sollett et Eva Vives
- Cintra Wilson
- David Kartch
- Anthony Hardwick
- Marlene Rhein
- Cinque Northern
- Rolf Gibbs
- Laura Colella
- Senor Amor et Danielle Luppi
- Arjun Dhasin
- Aaron Woodley
- Damani Baker
- Erin Cressida Wilson
- Bradley Rust Gray

### 2001
- David Guion et Michael Handelman
- Agnieszka Wojtowicz-Vosloo
- Doug Sadler
- Ryan Gosling
- Monique Matthews
- Ari Gold
- Chris Papierniak
- Brett Vapnek
- Todd Stevens
- Kat Smith
- Don Hertzfeldt
- Paul Harrill
- Bradley Beesley
- Minh Nguyen-Vo
- Eric Deutschman
- Mike Jones
- Nicholas Hay
- David Von Ancken
- David Fickas
- Todd Hughes
- Zoe Poledouris
- Scott Coffey

### 2002
- Aaron Stanford
- Judy Becker
- Steven Pippman
- Geoff Haley
- Brian To
- Garrett Scott
- J.T. Petty
- deco dawson
- Daniel Junge
- Neil Burger
- Divya Srinivasan
- Josslyn Luckett
- Lisa Collins
- Craig Brewer
- Przemyslaw Reut
- M. Stark et Jacob Meszaros
- Coleman Hough
- Grace Lee
- Justin Haythe
- Steve Beatrice
- Lucy Walker
- Nicole Cattell
- Joshua Marston
- Davidson Cole

### 2003
- Tasha Oldham
- Jesse Moss
- Steven Tsuchida
- Seith Mann
- Jessica Sharzer
- Adam Bhala Lough
- Bradley Peyton
- Ben Coccio
- Tom Putnam
- Shari Frilot
- Stefan Nadelman
- Victor Viyuoh
- Patty Jenkins
- Irene Lusztig
- David Russo
- Ghazi Albuliwi
- Andrew Bujalski
- Matt Goldman
- Greg Pak
- Brett Ingram
- Matt Smith
- Elliot Greenebaum
- Jen Sachs
- Luis Carmara Silva et Gabrielle Galanter

### 2004
- Miranda July
- Jacob Aaron Estes
- Marcelo Zarvos
- Ryya Elias
- Andrij Parekh
- Rosario Garcia-Montero
- Ryan Eslinger
- Ryan Johnson et Gena Levy
- Elena Elmoznino
- Cess Silvera
- Margaret Harris
- Micah Schraft et Abdi Nazemian
- Larry Blackhorse Lowe
- Ellie Lee
- Stephen Adly Guirgis
- Anna Boden et Ryan Fleck
- Kazuo Ohno
- Rania Ajami
- Mario De La Vega
- Annemarie Jacir
- Kulture Machine
- Lou Taylor Pucci

### 2005
- Brent Green
- Elizabeth Chai Vasarhelyi
- Cary Joji Fukunaga
- Opa Joe Sampson
- Kyle Henry
- Keith Bearden
- Rachel Boynton
- Danielle Lurie
- Cam Archer
- Patricia Riggen
- Jake Mahaffy
- Neil Dela Llana et Ian Gamazon
- Victor Buhler
- Don Handfield
- Mary Jordan
- Stew
- Mark Banning et Mad Matthewz
- Nicholas Jarecki
- Rachel Grady et Heidi Ewing
- Oliver Cheetham
- Lori Silverbush et Michael Skolnik
- Joby Harold
- Chase Palmer
- Marshall Curry
- Elliot Page

### 2006
- Olivia Thirlby
- Linas Phillips
- Ham Tran
- So Yong Kim
- Scott Z. Burns
- Antonio Campos
- Gary Huggins
- Carter Smith
- Astra Taylor
- Michele Civetta
- Esther Robinson
- Alex Karpovsky
- Aurora Guerrero
- Eunhee Cho
- Neistat Brothers
- Nee Brothers
- Pastor Brothers
- Michael Tully
- Paul Soter
- Lars Knudsen et Jay Van Hoy
- John Maringouin
- Sameh Zaobi
- Kevin Jerome Everson
- Todd Rohal
- PJ Raval

### 2007
- Moon Molson
- Sophie Barthes
- Daniel Barz
- Jennifer Venditti
- Kim Reed
- Andy Blubaugh
- Azazel Jacobs
- Calvin Reeder
- Fillipe Barbosa
- Craig Zobel
- Phillip Van
- Sean Kirby
- Tze Chun
- Richard Goldgewicht et Jeremy Goldscheider
- Vicente Amorim
- M dot Strange
- Kentucker Audley
- Hope Dickson Leach
- Ronald Bronstein
- Vineet Dewan
- Georgina Lightning
- Brian M. Cassidy et Melanie Shatzky
- Jess Weixler
- Alex Holdridge
- Stephane Gauger

### 2008
- Jesse Epstein
- Andrew Okpeaha MacLean
- Tariq Tapa
- Joshua Safdie
- Ryan Bilsborrow-Koo et Zachary Lieberman
- Christina Voros
- Bent-Jorgen Perlmutt
- Jennifer Phang
- Barry Jenkins
- Shana Feste
- Daniel Robin
- Tom Quinn
- John Magary
- Oren Peli
- Matt Wolf
- Myna Joseph
- Encyclopedia Pictura
- Mark Russell
- E.E. Cassidy
- Dee Rees
- Aasif Mandvi
- David et Nathan Zellner
- Eric Latek
- Julia Leigh
- Benh Zeitlin

### 2009
- Ian Olds
- Eleanor Burke et Ron Eyal
- Nat Sanders
- Jessica Oreck
- Derek Cianfrance
- Jeff Mizushima
- Lost Zombies
- Paula Huidobro
- Steph Green
- Bradford Young
- Michael Palmieri et Donal Mosher
- Paola Mendoza
- Destin Daniel Cretton
- Morgan Jon Fox
- The Purchase Brothers
- Nicole Opper
- Asiel Norton
- Andrew T. Betzer
- Sebastián Silva
- Tina Mabry
- Frankie Latina
- Lena Dunham
- Geoff Marslett
- Rooney Mara
- Jody Lee Lipes

### 2010
- Victoria Mahoney
- Alex Jablonski et Michael Totten
- Rashaad Ernesto Green
- Sara Colangelo
- Robert Machoian et Rodrigo Ojeda-Beck
- Jason Byrne
- Trieste Kelly Dunn
- Sean Durkin
- Rebecca Richman Cohen
- Julius Onah
- Zac Stuart-Pontier
- Holden Abigail Osborne
- David Wilson
- Radical Friend (Kirby McClure et Julia Grigorian)
- Marc Fratello
- Brent Stewart
- Jade Healy
- Sultan Sharrief
- Mike Stoklasa
- Kasper Tuxen
- Susan Youssef
- Danfung Dennis
- Arielle Javitch
- Matt Porterfield
- Adam Bowers

### 2011
- Alrick Brown
- Joe Nicolosi
- Alma Har’el
- Kitao Sakurai
- David Lowery
- Eddie Alcazar
- Yance Ford
- Laura Israel
- Everynone
- Panos Cosmatos
- Sophia Takal
- Brent Bonacorso
- Mark Jackson
- Kirby Ferguson
- Damon Russell
- Gingger Shankar
- Brent Hoff
- Sheldon Candis
- Carlen Altman
- Rola Nashef
- Alison Klayman
- Rania Attieh et Daniel Garcia
- Rob Hauer
- Dean Fleischer-Camp et Jenny Slate
- Andrew S. Allen et Jason Sondhi

### 2012
- Desiree Akhavan et Ingrid Jungermann
- Jonas Carpignano
- Ian Clark
- Ryan Coogler
- Drea Cooper et Zackary Canepari
- Chris Dapkins
- Katherine Fairfax Wright et Malika Zouhali-Worrall
- Hannah Fidell
- Julia Garner
- Ian Harnarine
- Cutter Hodierne
- Alexa Karolinski
- Penny Lane et Brian Frye
- Jillian Mayer et Lucas Leyva
- Omar Mullick et Bassam Tariq
- Terence Nance
- ornana
- Julia Pott
- A. G. Rojas
- Kim Sherman
- Jason Tippet et Elisabeth Mims
- Wu Tsang
- Patrick Wang
- Treva Wurmfeld

### Sélection 2013[1]
- Scott Blake
- Lyric R. Cabral et David Felix Sutcliff
- Emily Carmichael
- Josephine Decker
- Anahita Ghazvinizadeh
- Mohammad Gorjestani
- Daniel Hart
- Eliza Hittman
- Boyd Holbrook
- Lou Howe
- Andrew Thomas Huang
- Elaine McMillion
- Jason Osder
- Andrew Droz Palermo
- Iva Radivojevic
- Nandan Rao
- Rodrigo Reyes
- Anna Sandilands et Ewan McNico
- Ben Sinclair et Katja Blichfeld
- Leah Shore
- Andrea Sisson et Pete Ohs
- Jeremy Teicher
- Michael Tyburski et Ben Nabors
- Lauren Wolkstein
- Chloé Zhao

### 2014
- Joe Callander
- Frances Bodomo
- Robert Eggers
- Jodie Mack
- Jessica Dimmock et Christopher LaMarca
- Bernardo Britto
- Jamey Phillips
- Scott Cummings
- Zeek Earl et Chris Caldwell
- Kogonada
- Josef Wladyka et Alan Blanco
- Annie Silverstein
- Matt Sobel
- Gina Telaroli
- Ana Lily Amirpour
- Janicza Bravo
- Lily Henderson
- Nicole Riegel
- Sean Porter
- Darius Clark Monroe
- Rich Vreeland
- Charlotte Glynn
- Heidi Saman
- Dustin Guy Defa
- Lev Kalman et Whitney Horn

### 2015
- Elizabeth Lo
- Reinaldo Marcus Green
- Andrew Hasse et Megan Brooks
- Trey Edward Shults
- Khalik Allah
- Pia Borg et Edward Lawrenson
- Pippa Bianco
- Ian Samuels
- Cecilia Aldarondo
- Anna Rose Holmer
- Ted Fendt
- Britni West
- Nick Berardini et Jamie Gonçalves
- RaMell Ross
- Tayarisha Poe
- Theo Anthony
- Viktor Jakovleski
- Celia Rowlson-Hall
- Jimmie Fails et Joe Talbot
- Shevaun Mizrahi
- Juan Pablo Gonzalez
- Jack Dunphy
- Anthony Onah
- The Daniels
- Zia Anger

### 2016
- Sasha Lane
- Tom Rosenberg
- Ricardo Gaona
- Ivete Lucas et Patrick Bresnan
- Livia Ungur et Sherng-Lee Huang
- Amman Abbasi
- T. W. Pittman et Kelly Daniela Norris
- Jess dela Merced
- Jerónimo Rodríguez
- Graham Swon
- Katy Grannan
- Sonia Kennebeck
- Sabaah Folayan et Damon Davis
- MEMORY
- Connor Jessup
- Shawn Peters
- John Wilson
- James N. Kienitz Wilkins
- Macon Blair
- New Media Ltd.
- Brian McOmber
- Destini Riley et Nicholas Pilarski
- Ben Petrie

### 2017
- Laura Moss
- Robin Comisar
- Andrew Fitzgerald
- Ricky D'Ambrose
- Sam Kuhn
- Carmine Grimaldi
- Nellie Kluz
- Nilja Mu'min
- Chase Whiteside et Erick Stoll
- Elan et Jonathan Bogarin
- Alexa Lim Haas
- Celine Held et Logan George
- Liza Mandleup
- Cirocco Dunlap
- Ana Maria Vijdea
- Beth de Araújo
- Jonathan Olshefski
- Nabil Elderkin
- Jessica Kingdon
- Ilana Coleman
- Rachel Wolther et Alex H. Fischer
- Sofía Subercaseaux
- Kelvin Harrison Jr.
- Ja'Tovia Gary

### 2018
- Charlotte Wells
- Mariama Diallo
- Daniel Goldhaber et Isa Mazzei
- Helena Howard
- Kamau Bilal
- Richard Van
- Means of Production
- Paloma Martinez
- Carey Williams
- Aymar Jean Christian
- Marnie Ellen Hertzler
- Assia Boundaoui
- Miko Revereza
- Brad Bischoff
- Hannah Peterson
- Sebastián Pinzón Silva
- Jomo Fray
- Andrew Bruntel
- Alison Nguyen
- Sky Hopinka
- Z Behl
- Crystal Kayiza
- Melika Bass
- Meredith Zielke et Yoni Goldstein
- Channing Godfrey Peoples

### 2019
- Micaela Durand et Daniel Chew
- Sephora Woldu
- Andrew Patterson
- Deniz Tortum
- Alex Thompson et Kelly O'Sullivan
- Alison O'Daniel
- Diana Peralta
- Lance Oppenheim
- Matthew Puccini
- Meghan Fredrich
- A.V. Rockwell
- Lyle Mitchell Corbine Jr.
- Bo McGuire
- Courtney Stephens
- Sudarshan Suresh
- Norbert Shieh
- Michaela Olsen
- Todd Chandler
- Jessica Dunn Rovinelli
- Haley Elizabeth Anderson
- Barbara Cigarroa
- Carlo Mirabella-Davis
- Courtney et Hillary Andujar
- Faren Humes
- Billy Chew

### 2020
- Julia Mellen
- Daniel Hymanson
- Jeannie Nguyen
- Ephraim Asili
- Tayler Montague
- Daniel Antebi
- Keisha Rae Witherspoon
- Nadav Kurtz
- Isidore Bethel
- Shabier Kirchner
- Merawi Gerima
- Orian Barki et Meriem Bennani
- Hayley Garrigus
- Iliana Sosa
- Victoria Rivera
- Christine Haroutounian
- Joie Estrella Horwitz
- Neo Sora
- Darcy McKinnon
- Emma Seligman
- Madeleine Hunt-Ehrlich
- Moara Passoni
- Nikyatu Jusu
- Rajee Samarasinghe
- Joseph Sackett

### 2021
- Fox Maxy
- Rebecca Adorno
- Daniel Garber
- Faye Ruiz
- Jude Chehab
- Omnes Films
- Jason Park
- Frederic Da
- Suneil Sanzgiri
- Annalise Lockhart
- Nate Dorr et Nathan Kensinger
- Anthony Banua-Simon
- Karishma Dube
- Michelle Uranowitz et Daniel Jaffe
- Naz Riahi
- Meg Smaker
- Ramzi Bashour
- Wang Qiong
- Andrew Norman Wilson
- Isabel Castro
- Sushma Khadepaun
- Jordan Lord
- Nira Burstein
- Kate Gondwe
- Jazmin Jones

### 2022
- Xenia Matthews
- Erin Johnson
- Ellie Foumbi
- Ariela Barer
- Elizabeth Nichols
- Sam Max
- Chenliang Zhu
- Gabriela Ortega
- Antonio Marziale
- Tina Satter
- Jorge Sistos
- Lucy Kerr
- Alec Moeller
- Michele Mansoor
- Ash Goh Hua
- Darol Olu Kae
- Georden West
- Edy Modica
- Walter Thompson-Hernández
- Tij D'oyen
- Franklin Ritch
- Artemis Shaw et Prashanth Kamalakanthan
- Zandashé Brown
- Alex Morelli
- Jordan Strafer

### 2023
- Dwayne LeBlanc
- Abby Harri
- Zachary Epcar
- John Rosman
- Nyala Moon
- Sue Ding et Sarah Garrahan
- Craig Quintero
- Wes Goodrich
- Sarah Friedland
- Jess X. Snow
- Alex Prager
- Daniel Chein
- Maegan Houang
- Faye Tsakas
- Philip Thompson
- Kayla Abuda Galang
- Dustin Waldman
- Jane M. Wagner
- Samm Hodges
- Rachel Walden
- Aurora Brachman
- Ben Brewer
- Juliana Barreto Barreto
- Mackie Mallison
- Rashad Frett

## Sources
- Jason Guerrasio, (July 22, 2008) "25 New Faces Alumni", Filmmaker Magazine, consulté le 17 mai 2013.
- Knegt, Peter (July 19, 2012) "Here's Filmmaker Magazine's 25 New Faces of Independent Film for 2012", Indiewire, consulté le 17 mai 2013.
- Scott Macaulay, (July 20, 2011) "25 New Faces of Independent Film – 2011" « https://web.archive.org/web/20130218211305/http://filmmakermagazine.com/26368-25-new-faces-of-independent-film-2011/ »(Archive.org • Wikiwix • Archive.is • Google • Que faire ?), 18 février 2013, Filmmaker Magazine, consulté le 17 mai 2013.
- "25 New Faces" (July 20, 2010), Filmmaker Magazine, consulté le 17 mai 2013.
- "25 New Faces of Independent Film" (Summer 2009), Filmmaker Magazine, consulté le 17 mai 2013.
- Paula Bernstein, (July 18, 2013) "Filmmaker Magazine Names 2013's '25 New Faces of Independent Film'", Indiewire, consulté le 18 juillet 2013.
- « 25 New Faces of Independent Film 2017 | Series | »
- « 25 New Faces of Independent Film 2018 | Series | »
- « 25 New Faces of Independent Film 2019 | Series | »
- « 25 New Faces of Independent Film 2020 | Series | »